# 希岑多夫
希岑多夫是奥地利施蒂利亚州格拉茨城郊县的一个市镇。总面积48.88平方公里，总人口7012人，人口密度140人/平方公里（2016年）。